# Ортис, Адальберто
Адальберто Ортис, урожденный Адальберто Ортис Киньонес (исп. Adalberto Ortiz Quiñonez; 9 февраля 1914 — 1 февраля 2003) — эквадорский писатель, поэт и дипломат, родившийся в Эсмеральдасе.

## Творчество
Среди его важнейших литературных произведений можно отметить романы «Гуюнго» (1942/1943; перевод на русский Ю. Погосова, 1988), вызвавший при переводе ряд сложностей (исп. - Juyungo - читаемое как "хуюнго", что, безусловно, могло вызвать проблемы и с цензурой, и с восприятием романа в русскоязычной среде), «Плохая охрана» (1952), «Зеркало и окно» (1967), сборник стихов «Земля, сон и барабан» (1944/1953) и сборник рассказов «Entundada» (1971). Его наиболее определяющей чертой как писателя было включение элементов афроамериканской культуры, что обогатило его литературный словарь ее жаргоном, эластичностью и ритмом.
Тематика творчества Ортиса сосредоточена вокруг идентичности афроамериканцев в латиноамериканском обществе и их борьбы за социальную свободу, против угнетения и эксплуатации. Его работа также сохраняет и спасает элементы психологии, идиосинкразии, обычаев и сленга афролатиноамериканской культуры.
Столкнувшись с темой различий между классами, Ортис использовал своих персонажей, чтобы персонализировать и конкретизировать эти политические темы в очень человечные и реалистичные истории. Конкретный момент, которого он касается в романе «Гуюнго», например, это отношения черной и метисской рас (олицетворяемые потомком Ластре и метисом Диасом).
Помимо важных социальных комментариев, проза Ортиса отмечается как обладающая исключительной красотой и элегантностью. Его произведения преводились на французский, немецкий, итальянский, чешский, украинский, болгарский и другие языки.
В 1995 году правительство Эквадора наградило его Национальной премией имени Эухенио Эспехо за совокупность его творчества. Ортис входил во Всемирный совет мира.

## Издания
А. Ортис. Гуюнго = Juyungo / пер. Ю. Погосова, ред. пер. С. Шмидт, предисловие Е. Огневой, оформл. В. Терещенко. — Москва: Художественная литература, 1988. — 255 с. — ISBN 5-280-00361-1.